# اشتتلدورف ام واگرام
اشتتلدورف ام واگرام (به آلمانی: Stetteldorf am Wagram) یک منطقهٔ مسکونی در اتریش است که در ناحیه کورنویبورگ واقع شده‌است. اشتتلدورف ام واگرام ۱٬۰۲۱ نفر جمعیت دارد.